# Вік Аделайн
«Вік Аделайн» або «Вік Адалін» (англ. The Age of Adaline) — американська романтична фантастична мелодрама 2015 року.

## Сюжет
У центрі сюжету життя молодої жінки на ім'я Аделайн (Блейк Лайвлі). Вона народилася у 1908, подорослішала, вийшла заміж, народила дочку. Жила спокійним життям, поки страшна автокатастрофа не розділила життя Аделайн на «до» і «після». Відновившись після отриманих травм, героїня виявила, що перестала старіти. Через деякий час цю особливість вже неможливо було приховувати, тому Аделайн вирішила поїхати геть та розірвати з рідними усі зв'язки. Довге життя, позбавлене можливості старіти поряд із коханими людьми, усе більше обтяжує героїню.
Одного разу, на святкуванні Нового року, Аделайн зустрічає симпатичного молодого чоловіка на ім'я Елліс, заради якого їй хочеться перестати тікати. Аделайн погоджується на пропозиції Елліса про зустріч, але після неї розуміє, що не зможе бути з ним, не розкривши своєї таємниці. Вона вирішує знову зникнути.
Після повернення додому Аделайн чекають сумні новини: її собака хворий і його доводиться приспати. Жінка дуже горює через цю втрату, через розрив з чоловіком і через неможливість постаріти. Вона їде до доньки, яка переконує матір перестати тікати. Аделайн дзвонить Еллісу, щоб вибачитися, і той прощає її. Він запрошує молоду жінку в будинок своїх батьків, щоб познайомити з родиною.
Після приїзду на місце Аделайн зустрічає своє минуле кохання — Вільяма, батька Елліса. Вона розуміє, що Вільям все життя любив її, незважаючи на те, що вона розбила йому серце своїм зникненням. Побачивши шрам на руці Аделайн і згадавши своє минуле, Вільям розуміє, що перед ним та сама жінка, яку він любив. Вільям намагається переконати її, що тікати немає сенсу, і заради Елліса вона повинна перестати боятися.
Але Аделайн не слухає його. Вона збирає речі, залишає прощальну записку Еллісу і їде. Однак, по дорозі розуміє, що закохана в Елліса і хоче повернутися. Вона дзвонить дочці і повідомляє, що більше не буде тікати. Аделайн повертає назад, але в її машину врізається вантажівка і вона летить в кювет. Сама Аделайн виявляється викинута з машини. Проїжджаючий повз місце аварії, Елліс бачить машину Аделайн і вибігає, щоб зрозуміти, чи все гаразд. Серце Аделайн зупиняється, але парамедики за допомогою дефібрилятора знову запускають його. У лікарні Аделайн визнається Еллісу в любові і розповідає історію свого життя.
В кінці фільму в Аделайн нове життя з Еліссом, дочкою і новим вихованцем. Вона дивиться в дзеркало і зауважує сиву волосину. На питання Елліса «Чи все гаразд?», Аделайн відповідає: «Прекрасно».

## В ролях
| Актори          | Ролі                        |
| --------------- | --------------------------- |
| Блейк Лайвлі    | Аделайн Боуман              |
| Еллен Берстін   | Флеммінг, донька Аделайн    |
| Міхіль Гаусман  | Елліс Джонс                 |
| Аманда Крю      | сестра Елліса               |
| Гаррісон Форд   | Вільям Джонс, батько Елліса |
| Кеті Бейкер     | Кеті Джонс, мати Елліса     |
| Ентоні Інграбер | Вільям в юності             |
| Лінда Бойд      | Ріган, подруга Аделайн      |

| Актори              | Ролі                                     |
| ------------------- | ---------------------------------------- |
| Річард Гармон       | Тоні                                     |
| Пітер Дж. Грей      | Кларенс Джеймс Прескотт, чоловік Аделайн |
| Анджалі Джай        | Кора                                     |
| Кріс Вілльям Мартін | Дейл Девенпорт                           |
| Кейт Річардсон      | Флеммінг в юності                        |
| Барклей Хоуп        | Стенлі Честерфілд                        |
| Лейн Едвардс        | лікар Ларрі Левін                        |
| Хью Росс            | оповідач                                 |

## Історія створення
12 травня 2010 року було оголошено, що «Вік Аделайн» буде співфінансувати та спільно продюсувати Lakeshore Entertainment і Sidney Kimmel Entertainment. 20 липня 2010 було повідомлено, що Енді Теннант був вибраний режисером фільму. 31 жовтня 2010 року Summit Entertainment викупила права на поширення в США фільму, який повинен був почати зйомки в березні 2011 року на початку 2012 року. 22 лютого 2011 року повідомлялося, що Габріеле Муччіно вів переговори про те, щоб знімати фільм, замінивши Теннанта, а фільм перейменувати з «Віку Аделайн», в просто «Аделайн». 14 травня 2012 року було оголошено, що іспанська режисерка Ізабель Койшет керуватиме фільмом. 16 жовтня 2013 року Lee Toland Krieger, як повідомляється, був фактичним режисером фільму. Продюсер Ден Коен показав йому сценарій на загальних зборах у 2009 році.

### Кастинг
12 травня 2010 року Кетрін Хайгл була обрана як титульний персонаж. 12 листопада 2010 року Анджела Ленсбері була додана до складу фільму, щоб зіграти дочку нестаріючої Аделайн. 15 листопада Хайгл відійшла від виробництва «Аделайн», і ходили чутки, що її звільнив Лейкшор, які і Лейкшор, і Хайгл заперечували. Пізніше вона оголосила, що її відхід був результатом недавнього народження її дочки. 15 серпня 2011 року TheWrap повідомила, що Наталі Портман була запропонована провідна роль, проте вона відмовилася від цієї пропозиції.
16 жовтня 2013 року Блейк Лайвлі і Еллен Берстін були обрані, щоб зіграти провідні ролі. 15 січня 2014 року Харрісон Форд приєднався до акторського складу, і фільм повинен був почати зйомки в березні того ж року. 11 лютого 2014 року Міхиль Хаусман приєднався до акторського складу, як любовний інтерес Аделайн.

### Зйомки
Зйомки фільму почалися 10 березня 2014 року в Ванкувері і тривали до 5 травня. 11 березня 2014 року почалася зйомка в Hotel Vancouver. Фільми «Джентльмени віддають перевагу білявкам» і «Як вийти заміж за мільйонера» послужили натхненням для колірного тону та насиченості періоду.

### Музика
Пісня Лани Дель Рей під назвою «Life Is Beautiful» була представлена в трейлері фільму, проте не включена до саундтреку.

## Критика
Фільм отримав змішані оцінки критиків. На сайті Rotten Tomatoes фільм має рейтинг 54 % на основі 138 рецензій з високим балом 5,5 з 10. На сайті Metacritic фільм отримав оцінку 51 з 100, що відповідає статусу «змішані або середні відгуки».